# Filip z przyszłości
Filip z przyszłości (ang. Phil of the Future) – amerykański sitcom z elementami science fiction; emitowany na kanale Disney Channel (2006-2009). Ostatni raz ten serial na tym kanale wyemitowano 31 sierpnia 2009. 19 września tego samego roku odbyła się premiera tego serialu na Disney XD, na którym serial wyemitowano po raz ostatni 30 kwietnia 2010 roku.

## Fabuła
Serial dla młodzieży opowiadający o nastoletnim Philu Diffym i jego rodzinie, którzy pochodzą z przyszłości – żyli w 2121 roku, ale podczas podróży w czasie, w wyniku awarii maszyny czasu (spowodowanej przez Phila – niechcący), utknęli w roku 2003.

## Bohaterowie

### Główni
- Phil Diffy (ur. 2104) – bardzo sympatyczny i miły chłopak. Jego przyjaciółką w XXI wieku jest Keely Teslow. W szkole pracuje jako operator kamery, w szkolnych wiadomościach. Keely i Phil są w sobie zakochani, ale nie wyznają sobie tego, ponieważ wstydzą się.
- Pim Diffy (ur. 2107) – młodsza siostra Phila. Ma manię przywódczą i chce zawładnąć światem. Jest jednak sympatyczna, choć stanowczo nie pozwala się do siebie zbliżyć innym ludziom.
- Keely Teslow (ur. 1989) – przyjaciółka Phila. Bardzo modna dziennikarka i prezenterka szkolnej telewizji. Jako jedyna osoba poza rodziną zna sekret Phila. Zakochana w Philu.
- Lloyd Diffy (ur. 2074) – tata Phila i Pim. Jego usilne starania naprawienia maszyny czasu idą na nic.
- Barbara Diffy (nazwisko panieńskie Speckle) – mama Phila i Pim, żona Lloyda Diffy’ego. Bardzo lubi gotować w „starym” stylu, jednak nie bardzo jej to wychodzi.

### Drugoplanowi
- Debbie Berwick – kocha wszystko. Uwielbia Pim i wszystko, co z nią związane. Jest milutka dla wszystkich, jest pupilkiem wszystkich nauczycieli. Jedyna rzecz, której nienawidzi to rodzynki. W odcinku Halloween okazuje się, że jest złym robotem.
- Curtis – jaskiniowiec, który utknął z rodziną Diffych w XXI wieku. Pim często wykorzystuje go do swoich planów.
- Wicedyrektor Neal Hackett – podejrzewa, że rodzina Diffych to kosmici. Ciągle próbuje przyłapać ich na czymś pozaziemskim jednak nie za bardzo mu to wychodzi.
- Tia – koleżanka z klasy Phila i Keely. Czasem im pomaga.
- Set – kolega z klasy Phila i Keely.

## Obsada
- Ricky Ullman – Philip Diffy
- Amy Bruckner – Pim Diffy
- Alyson Michalka – Keely Teslow
- Craig Anton – Lloyd Diffy
- Lisa Simms – Barbara Diffy
- Kay Panabaker – Debbie Berwick
- J.P. Manoux – Jaskinowiec Curtis
- J.P. Manoux – Wicedyrektor Neal Hackett
- Gus Hoffman – Jorge
- Brenda Song – Tia

## Wersja polska
Wersja polska: na zlecenie Disney Character Voices International – Start International Polska
Tekst polski: Jan Osiński

Czytał: Marek Lelek

## Odcinki
| Sezon | Odcinki | Pierwsza emisja | Ostatnia emisja    | Pierwsza emisja | Ostatnia emisja |
| --- | ------- | --------------- | ------------------ | --------------- | --------------- |
| 1 | 21      | 18 czerwca 2004 | 8 kwietnia 2005[A] | 3 grudnia 2006  | grudzień 2006   |
| 2 | 22      | 25 czerwca 2005 | 19 sierpnia 2006   | 2007            | 2007            |
| - A^ Ostatni odcinek serii wyemitowano 8 kwietnia 2005, jednak pominięto jeden, który został wyemitowany 28 października 2005. |         |                 |                    |                 |                 |

### Sezon 1
| Nr | Tytuł                   | Reżyseria            | Scenariusz                      | Premiera             |
| -- | ----------------------- | -------------------- | ------------------------------- | -------------------- |
| 1  | Your Cheatin’ Heart     | David Kendall        | Tim Maile & Douglas Tuber       | 18 czerwca 2004      |
| 2  | Unification Day         | Tim O’Donnell        | Dan Fybel & Rich Rinaldi        | 18 czerwca 2004      |
| 3  | Meet the Curtis         | Neal Israel          | Dan Fybel & Rich Rinaldi        | 18 czerwca 2004      |
| 4  | Phillin’ In             | David Kendall        | Ellen Guylas                    | 18 czerwca 2004      |
| 5  | Tanner                  | Joanna Kerns         | Rachelle Romberg                | 25 czerwca 2004      |
| 6  | Raging Bull             | Tim O’Donnell        | Tim Maile & Douglas Tuber       | 2 lipca 2004         |
| 7  | My Way                  | Savage Steve Holland | Tim Maile & Rachelle Romberg    | 9 lipca 2004         |
| 8  | Daddy Dearest           | Tim O’Donnell        | Adam Lapidus                    | 23 lipca 2004        |
| 9  | Pheremonally Yours      | Tim O’Donnell        | Danny Kallis                    | 6 sierpnia 2004      |
| 10 | Future Tutor            | Neal Israel          | Tim O’Donnell                   | 13 sierpnia 2004     |
| 11 | Future Jock             | David Kendall        | Adam Lapidus & Steve Luchsinger | 13 sierpnia 2004     |
| 12 | You Say Toe-Mato        | Tim O’Donnell        | Tim Maile & Douglas Tuber       | 13 sierpnia 2004     |
| 13 | Doggie Daycare          | Rich Correll         | Dan Fybel & Rich Rinaldi        | 27 sierpnia 2004     |
| 14 | We’ll Fix it In Editing | Brian K. Roberts     | Tim Maile & Douglas Tuber       | 1 października 2004  |
| 15 | Halloween               | Fred Savage          | Michael Caine & Jason Cox       | 8 października 2004  |
| 16 | Age Before Beauty       | Tim O’Donnell        | Tom Burkhard & Matt Dearborn    | 12 listopada 2004    |
| 17 | Neander-Phil            | Matt Dearborn        | Tom Burkhard & Matt Dearborn    | 10 grudnia 2004      |
| 18 | Double Trouble          | Tim O’Donnell        | Tom Burkhard & Matt Dearborn    | 1 stycznia 2005      |
| 19 | Milkin’ It              | Savage Steve Holland | Rachelle Romberg                | 25 marca 2005        |
| 20 | Corner Pocket           | Savage Steve Holland | Tom Burkhard & Matt Dearborn    | 8 kwietnia 2005      |
| 21 | Team Diffy              | Tim O’Donnell        | James Kramer                    | 28 października 2005 |

### Sezon 2
| Nr | Tytuł                            | Reżyseria            | Scenariusz                            | Premiera             |
| -- | -------------------------------- | -------------------- | ------------------------------------- | -------------------- |
| 22 | Versa Day                        | Matthew Diamond      | Roger S.H. Schulman                   | 25 czerwca 2005      |
| 23 | Virtu-Date                       | Fred Savage          | Michael Curtis & Roger S.H. Schulman  | 26 czerwca 2005      |
| 24 | The Giggle                       | David Kendall        | Bill Canterbury                       | 9 lipca 2005         |
| 25 | Dinner Time                      | Henry Chan           | Julie Sherman Wolfe                   | 24 lipca 2005        |
| 26 | Tia, Via, or Me... Uhh           | David Kendall        | Ivan Menchell                         | 5 sierpnia 2005      |
| 27 | Get Ready to Go-Go               | Jace Alexander       | Masha Tivyan & Sharon A. Wong         | 5 sierpnia 2005      |
| 28 | Phil Without a Future            | Savage Steve Holland | Masha Tivyan & Sharon A. Wong         | 21 sierpnia 2005     |
| 29 | Time Release Capsule             | Fred Savage          | Michael Curtis                        | 27 sierpnia 2005     |
| 30 | Mummy’s Boy                      | Fred Savage          | Dan Fybel & Rich Rinaldi              | 9 września 2005      |
| 31 | Maybe-Sitting                    | Fred Savage          | Ivan Menchell                         | 23 września 2005     |
| 32 | Good Phil Hunting                | Andrew Tsao          | Eric Goldberg & Peter Tibbals         | 30 września 2005     |
| 33 | Pim-Cipal                        | David Kendall        | Tim Maile & Douglas Tuber             | 21 października 2005 |
| 34 | Phil of the Garage               | Roger S.H. Schulman  | Roger S.H. Schulman                   | 11 listopada 2005    |
| 35 | It’s a Wonder-Phil Life          | Douglas Tuber        | Ivan Menchell                         | 27 listopada 2005    |
| 36 | Christmas Break                  | Fred Savage          | Julie Sherman Wolfe                   | 2 grudnia 2005       |
| 37 | Stuck in the Meddle With You     | Fred Savage          | Ivan Menchell                         | 6 stycznia 2006      |
| 38 | Broadcast Blues                  | Fred Savage          | David Steven Cohen                    | 24 marca 2006        |
| 39 | Happy Nird-day                   | Christopher Erskin   | Wayne Stamps                          | 31 marca 2006        |
| 40 | Ill of the Future                | Henry Chan           | Bill Canterbury                       | 24 czerwca 2006      |
| 41 | Where’s The Wizard?              | J.P. Manoux          | Kimberly Joy Kessler & Michelle Wendt | 7 lipca 2006         |
| 42 | Not-So-Great Great Great Grandpa | Fred Savage          | Ivan Menchell                         | 11 sierpnia 2006     |
| 43 | Back to the Future               | Michael Curtis       | Michael Curtis & Roger S.H. Schulman  | 19 sierpnia 2006     |